# Janesville (Californie)
Pour les articles homonymes, voir Janesville.
Janesville est une localité de Californie située dans le comté de Lassen, à une altitude de 1 292 m.
En 2010, la population était de 1 408 habitants.

## Démographie
| 2000  | 2010  | - | - | - | - |
| ----- | ----- | - | - | - | - |
| 1 163 | 1 408 | - | - | - | - |

## Source de la traduction
- (en) Cet article est partiellement ou en totalité issu de l’article de Wikipédia en anglais intitulé « Janesville, California » (voir la liste des auteurs).